# Amastigos acutus
Amastigos acutus is een borstelworm uit de familie Capitellidae.
De wetenschappelijke naam van de soort werd in 1976 gepubliceerd door Piltz.